# Lilium bakerianum
Lilium bakerianum là một loài thực vật có hoa trong họ Liliaceae. Loài này được Collett & Hemsl. miêu tả khoa học đầu tiên năm 1890.